# Settebello (singolo)
Settebello è un singolo del cantante italiano Galeffi, quarto estratto dall'omonimo album e pubblicato il 28 febbraio 2020 per l'etichetta Maciste Dischi/Polydor/Universal Music, prodotto dai Mamakass.

## Video musicale
Il videoclip del brano è stato pubblicato il 2 marzo 2020 sul canale YouTube di Maciste Dischi.

## Tracce
1. Settebello – 3:19 (testo: Marco Cantagalli – musica: Marco Cantagalli, Fabio Dale', Carlo Frigerio, Matteo Cantagalli)